# Bürgerspital (Vienne)
Le Bürgerspital am Schweinemarkt était un grand complexe de bâtiments à Vienne, qui s'étend aujourd'hui de Lobkowitzplatz (anciennement : Schweinemarkt) à Kärntner Straße.

## Histoire
Le Bürgerspital médiéval devant la porte de Carinthie qui s'est agrandi grâce aux dons et aux legs en un complexe de bâtiments est détruit au cours du siège de Vienne en 1529 pour des raisons stratégiques. Les pensionnaires sont transférés au couvent des clarisses juste à côté, dont la plupart des habitants ont fui avant la menace de la guerre. En 1530, après la victoire, l'empereur Ferdinand donne à la ville le couvent des clarisses. Le complexe s'agrandit jusqu'à pouvoir accueillir 3 000 personnes.
Entre 1783 et 1790, le complexe comprend un immeuble d'habitation avec 10 cours, 20 escaliers et 220 appartements où habitent souvent des artistes du Theater am Kärntnertor. Les anciens pensionnaires sont envoyés dans le dispensaire de Sankt Marx (de) et les orphelins à Waisenhaus am Rennweg (de).
Les travaux de démolition du Bürgerspital commencent en décembre 1873. En 1883, l'ensemble du complexe, même l'église, est tombé par l'Allgemeine österreichische Baugesellschaft et remplacé par de nouveaux bâtiments comme le Kärntner Hof, le Philipphof et le siège de Riunione Adriatica.

## Source de la traduction
- (de) Cet article est partiellement ou en totalité issu de l’article de Wikipédia en allemand intitulé « Bürgerspital (Wien) » (voir la liste des auteurs).